# 美しき水車小屋の娘
歌曲集『美しき水車小屋の娘』（うつくしきすいしゃごやのむすめ、Die schöne Müllerin）作品25、D 795はヴィルヘルム・ミュラーの詩にフランツ・シューベルトが作曲した全20曲からなる歌曲集。一般に「冬の旅」・「白鳥の歌」と並び「シューベルト3大歌曲集」の一つと称される。「美しき水車屋の娘」と呼ばれることもある。

## 作品について
この歌曲集は「修業の旅に出た粉ひき職人の若者が、徒弟となった水車小屋（水車の力で粉を引く製粉所）の娘に恋をするが、その娘は狩人と恋仲となり、失恋した粉ひき職人は川に身を投げて自殺する」という物語からなり、20曲の歌によって語られる。粉屋の娘との恋物語は、パイジエッロのオペラ『水車小屋の娘 』（作中のアリア『うつろな心』が特に名高い）の興行的成功を発端に当時の文芸サロンで流行した創作テーマで、ゲーテもこのテーマに基づき『小姓と水車小屋の娘』など四篇の詩を残している。ミュラーの詩は、これら先行作品からの影響を受けている。
作曲は1823年5月から11月にかけて行われ、友人の家でふと目にしたミュラーの『旅のワルトホルン吹きの遺稿からの詩集』を手にしたことでこの曲を作曲したという。「この詩集を持って帰った翌日にはもう3曲も作曲していた」というエピソードがあるように、シューベルトはここに描かれている若者の姿に大きな共感を抱いていたと思われ、音楽にそれが十分に表れている。物語性を持たず、嘆きと諦めに満ちた男の心象風景を描いた歌曲集「冬の旅」に対して、4年前に書かれたこの「美しき水車小屋の娘」は、希望に胸を膨らませて旅に出かけた若者が恋によって次第に変化してゆく姿が生き生きと描かれたいわば「青春の歌」といえる。
シューベルトはミュラーの原詩集からプロローグとエピローグを省き、更に第6篇（『水車小屋の生活』）、第16篇（『最初の痛み、最後の冗談』）、第20篇（『忘れて草の花』）の3篇を除いて、残った合計20曲に作曲する。そして、題名を変更し、歌詞の一部に手を入れたが、大規模な変更はしていない（バリトンのディートリヒ・フィッシャー＝ディースカウは、1962年録音のEMI盤で、プロローグとエピローグを朗読のかたちで付し、前口上、後口上として生かしている）。
この作品はテノールのために書かれており、バリトンやバスによって低く移調して歌われることも多いが、シューベルトが友人のアマチュアテノール歌手であるカール・フォン・シェーンシュタインにこの作品を献呈していることからも、本来はフリッツ・ヴンダーリヒに代表されるような、独墺系作品を得意とするリリックテノールによって原調で演奏されるのが作品の内容からみても最も相応しいと言える。
ちなみに、シューベルトは翌1824年に第18曲によるフルートとピアノのための『「しぼめる花」の主題による序奏と変奏曲』D802を作曲している。

## 曲目
- 第1曲 さすらい　Das Wandern
- 第2曲 どこへ？　Wohin?
- 第3曲 止まれ！　Halt!
- 第4曲 小川への言葉　Danksagung an den Bach
- 第5曲 仕事を終えた宵の集いで　Am Feierabend
- 第6曲 知りたがる男　Der Neugierige
- 第7曲 苛立ち　Ungeduld
- 第8曲 朝の挨拶　Morgengruß
- 第9曲 水車職人の花　Des Müllers Blumen
- 第10曲 涙の雨　Tränenregen
- 第11曲 僕のもの　Mein!
- 第12曲 休み　Pause
- 第13曲 緑色のリュートのリボンを手に　Mit dem grünen Lautenbande
- 第14曲 狩人　Der Jäger
- 第15曲 嫉妬と誇り　Eifersucht und Stolz
- 第16曲 好きな色　Die liebe Farbe
- 第17曲 邪悪な色　Die böse Farbe
- 第18曲 凋んだ花　Trockne Blumen
- 第19曲 水車職人と小川　Der Müller und der Bach
- 第20曲 小川の子守歌　Des Baches Wiegenlied

## 演奏時間
約60分

## ピアノ独奏用編曲
フランツ・リストは第18曲の凋んだ花（Trockne Blumen）を6つのシューベルトの歌曲 S.563（1844年出版）の第4曲としてピアノ用に編曲した。
この他、リストは更に全20曲の中から6曲を選びピアノ独奏用に編曲し、ミュラー歌曲集 S.565としても1847年に初版が出版され、1879年に改訂版が出版された。
構成は以下の通り。
- 第1曲 - さすらい Das Wandern
- 第2曲 - 水車職人と小川 Der Müller und der Bach
  - 原曲は第19曲。
- 第3曲 - 狩人 Der Jäger
  - 原曲は第14曲。
- 第4曲 - 邪悪な色 Die böse Farbe
  - 原曲は第17曲。狩人の中間部として編集。
- 第5曲 - どこへ？ Wohin?
  - 原曲は第2曲。
- 第6曲 - 苛立ち Ungeduld
  - 原曲は第7曲。この曲は凋んだ花と同様、6つのシューベルトの歌曲S.563の第5曲としてもピアノ用に編曲されており、実質的には3度改訂している。

他の作曲家ではレオポルド・ゴドフスキー（さすらい、どこへ?、苛立ち、朝の挨拶の4曲）や、どこへ?のみセルゲイ・ラフマニノフによるピアノ用編曲版が残されている。